# スズキ・XL7
XL7（エックスエル - セブン）はスズキが日本国外で製造・販売している3列シートのスポーツ・ユーティリティ・ビークル（SUV）である。

## 初代 グランドビターラXL-7（1998年 - 2006年）
1998年にグランドビターラ（日本名：エスクード）の上位モデル「グランドビターラXL-7」として登場。この世代のみハイフンありの「XL-7」を名乗る。
グランドビターラのホイールベースを延長した後輪駆動ベースの四輪駆動車で、パワートレーンにはH27A型V型6気筒2.7LとH25A型V型6気筒2.5Lのガソリンエンジン2種に加え、2003年からはプジョー製のDW10型2.0Lディーゼルターボエンジンを用意。全長を伸ばしたことで3列シート7人乗りも用意された（米国市場向けには2列シート5人乗りもあり）。
米国市場では安価な3列シートSUVとして、コンシューマー・ダイジェスト誌でベストバイに選ばれるなど一定の好評を博した。
2000年12月、日本で「グランドエスクード」として発売（2.7L3列シートモデルのみ）。日本への導入は当代限りとなった。

## 2代目（2006年 - 2009年）
2005年の北米国際オートショーにおける「コンセプトX」の展示を経て、2006年4月のニューヨーク国際オートショーで初公開され、同年9月に発売された。この代から車名はハイフンなしの「XL7」となる。
2代目はGMのシータプラットフォームを使用する関係でFFベースとなり、シボレー・エクイノックスなどの兄弟車となった。エンジンはN36A型と呼ばれるV6・3.6Lが搭載され、マニュアルモード付き5速ATが組み合わされる。全長は先代から30cm、幅は5cmほど拡大され、ワンクラスアップした。
2007年2月27日カナダのCAMIオートモーティブで製造開始。但しエンジンは相良工場（静岡県牧之原市）製
。
しかし、同年からの原油価格高騰に伴うガソリン価格上昇や世界金融危機の影響による大型車の販売不振の影響で、XL7の販売台数も大幅に減少していることから、同社では2008年中にXL7の生産を休止した。生産再開の予定は当初「未定」とされてきたが、2009年12月に生産拠点であったCAMIオートモーティブの全株式をGMが取得することが発表されたため、これにより事実上XL7の生産中止が決定した。

## 3代目（2020年 - ）
2020年2月15日に、スズキのインドネシア子会社であるスズキ・インドモービル・モーターがXL7を発表。約11年ぶりとなる車名復活となった。
2代目エルティガをベースにフロントフェイスが刷新され、フェンダーモールなどSUVの要素を持つデザインと多彩なシートアレンジやゆとりのある室内空間といったMPVの利便性を融合させたクロスオーバーモデルとなり、3列シート・7人乗りとなる。なお、インドのマルチ・スズキ・インディアでは同型のモデルが高級車チャネル「NEXA」にて「XL6」の車名で2019年秋より先行して販売されている。
2代目モデルと比べボディサイズ・エンジン共にダウンサイジングされ、エンジンは1.5LガソリンのK15B型を搭載（ただし、2代目エルティガに搭載されている仕様よりも出力・トルク共に向上されている）。トランスミッションは4速ATに加え、5速MTが設定された。プラットフォームには軽量・高剛性設計の「HEARTECT（ハーテクト）」を採用している。
生産拠点はスズキ・インドモービル・モーターのチカラン工場となる。今後はアジア地域や、2代目モデル同様に中南米へも順次輸出する計画がある。

2023年3月8日、タイのカー・オブ・ザ・イヤーでアワードを受賞。

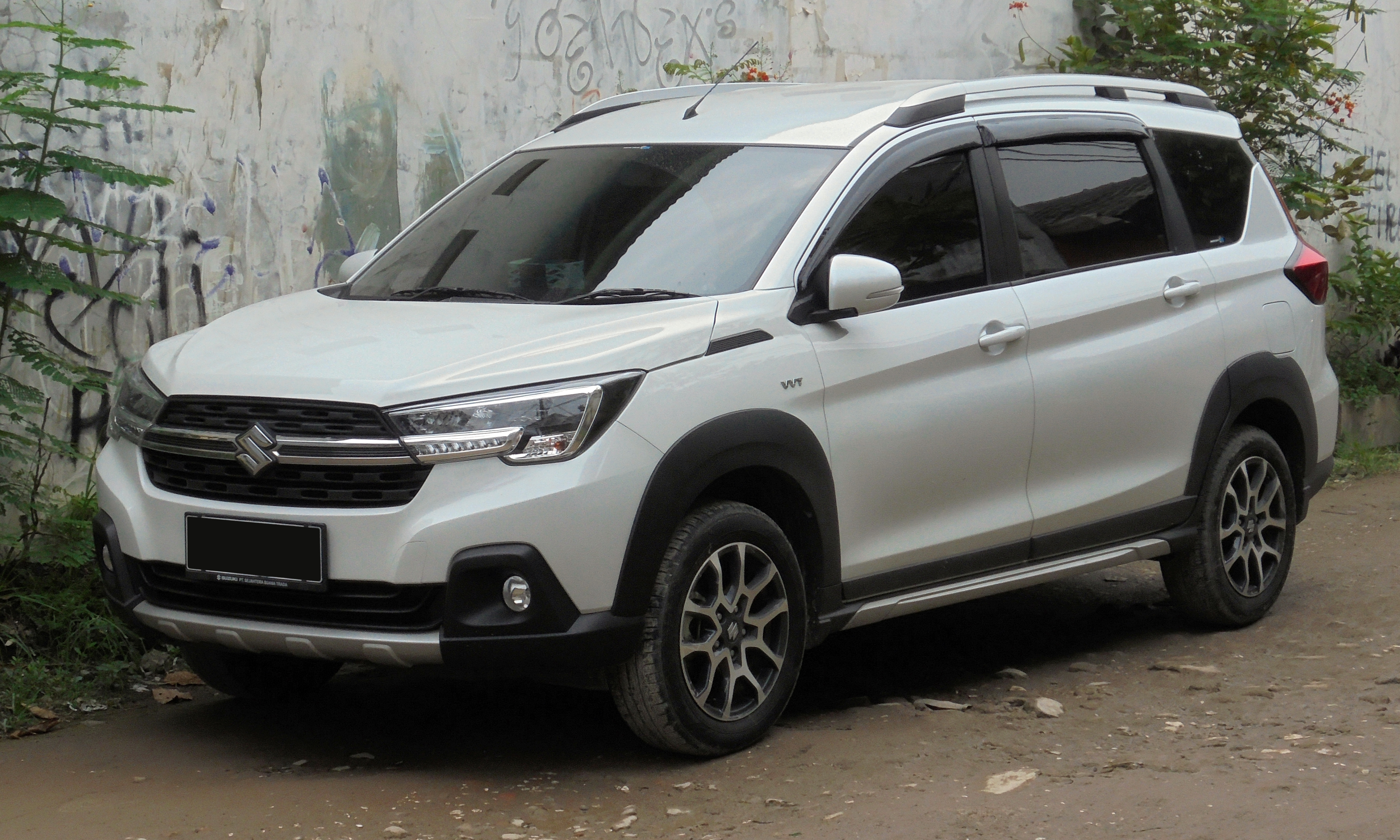
Zeta 1.5（フロント）
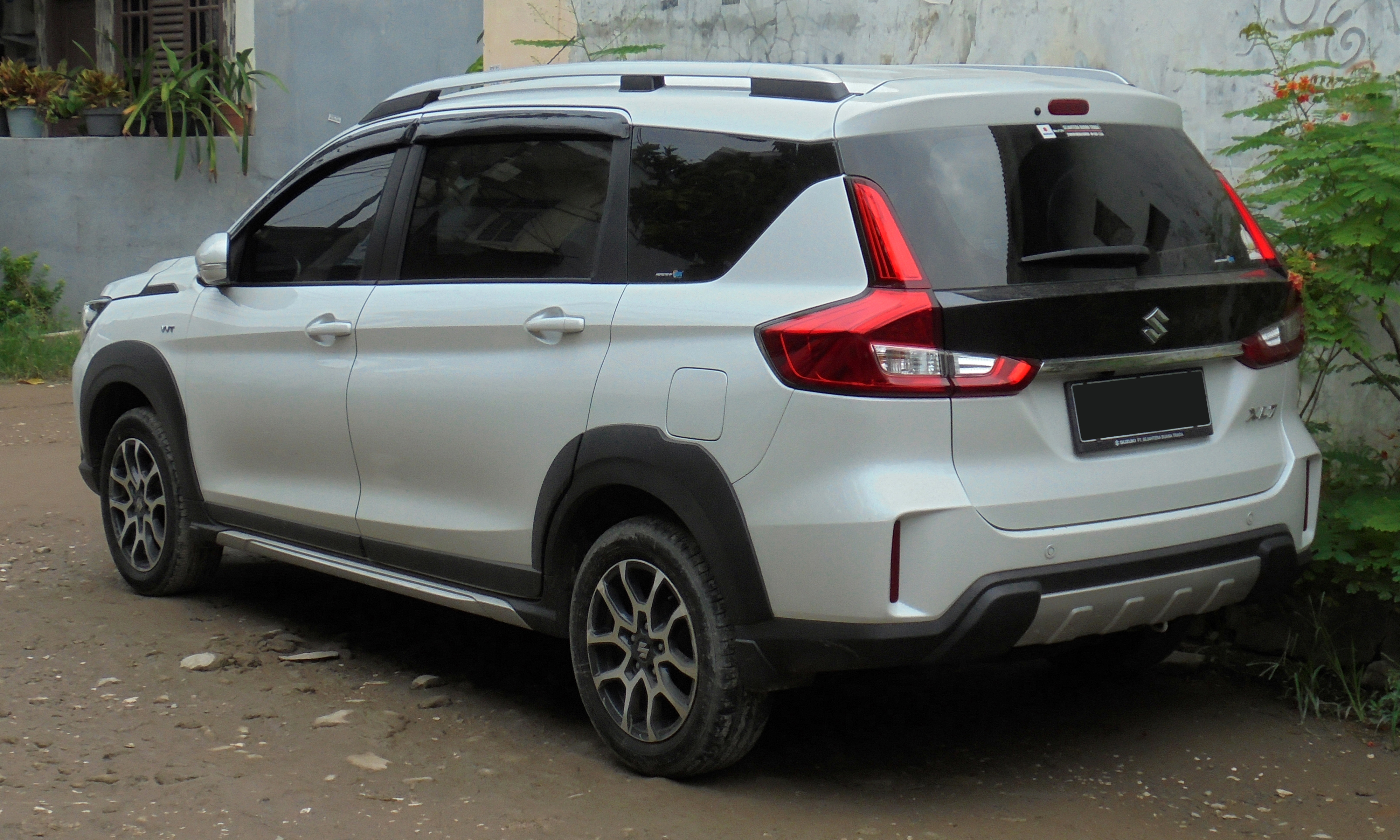
Zeta 1.5（リア）
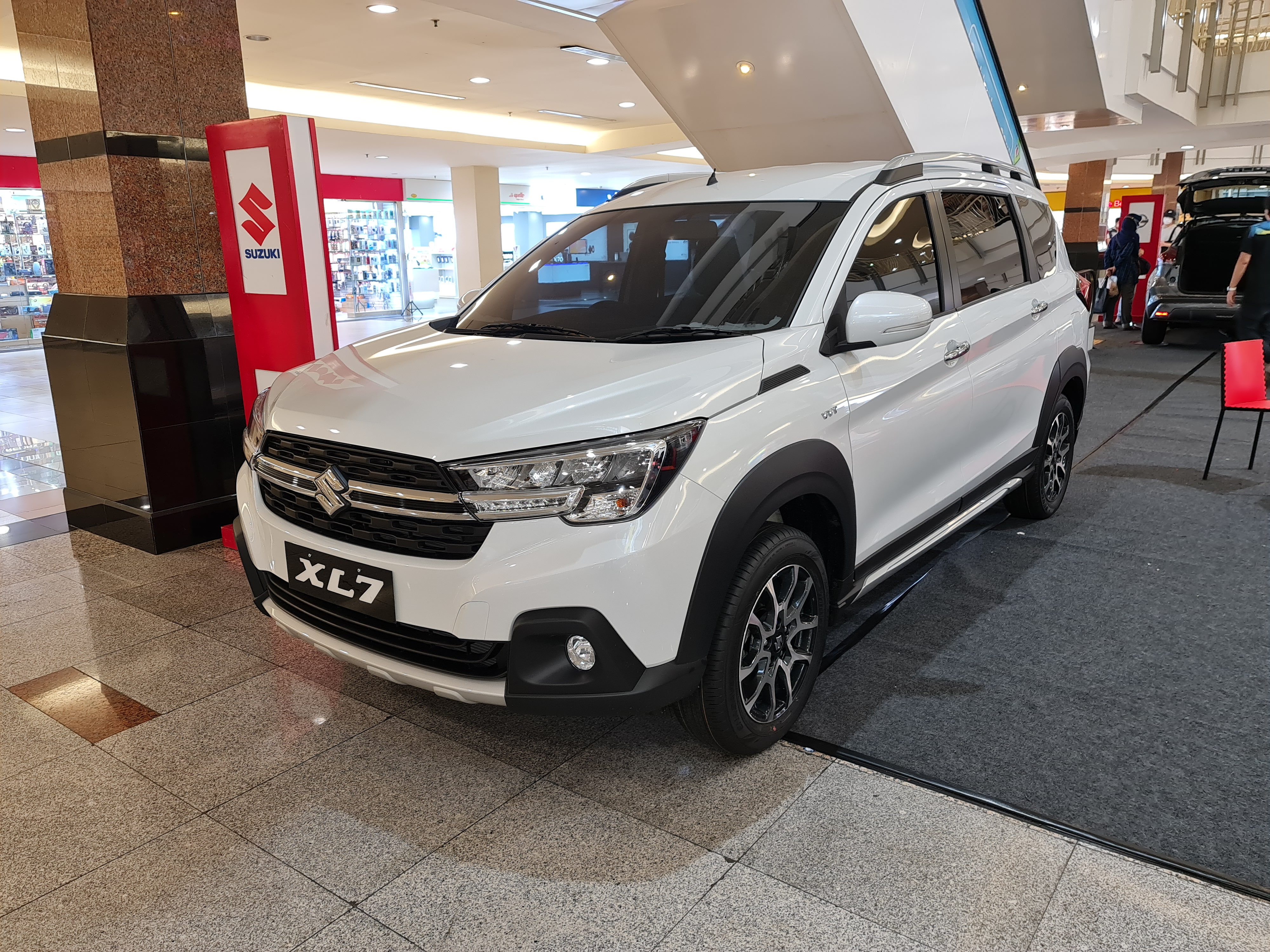
XL7 Beta（フロント）
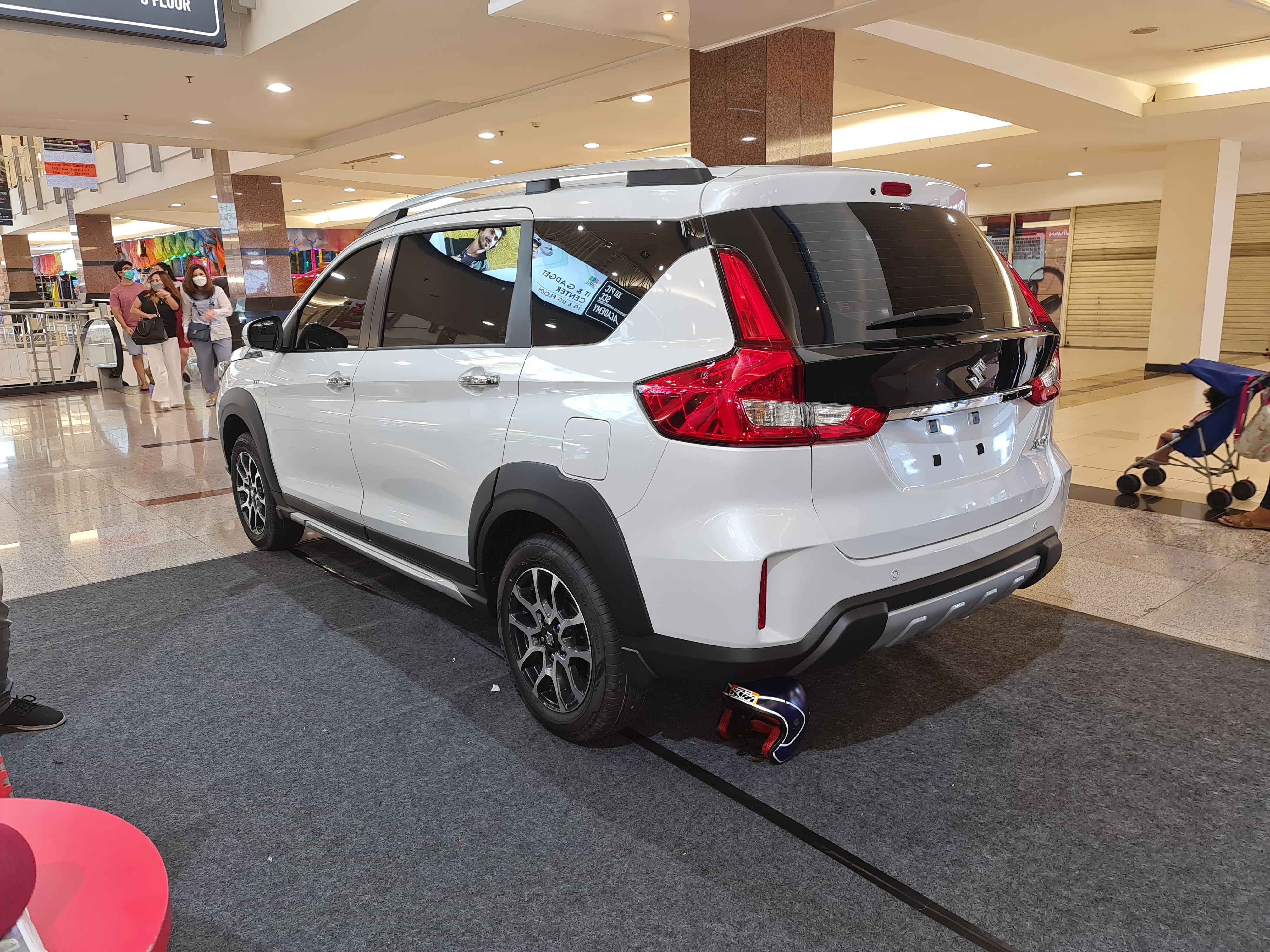
XL7 Beta（リア）

## モータースポーツ

### パイクスピーク
2006年、XL7はエスクードの後継としてパイクスピーク・インターナショナル・ヒルクライムの出走車に選定された。
エスクードと同様、外観にオリジナルの面影を若干残しているものの、中身は全くの別物であり、パイプフレームで構成された軽量なシャシーにツインターボで過給される3.6LのV6エンジンをミッドシップに搭載し、四輪を駆動する。歴代のスズキのパイクスピーク用マシンの中では馬力およびトルクは最大であり、1,000psを初めて超えている。
2007年のパイクスピークは、それまで二輪車部門が先でその後四輪車部門が走っていた順序を変更し、四輪車部門を前半に走らせることとなった。これはここ数年のパイクスピークの天候が、後半戦になると悪くなっていたからである。田嶋伸博の乗るXL7はその四輪車部門の最後にスタートし、10分1秒408で完走。それまでの最高記録だった1994年のロッド・ミレンの記録（10分04秒06）を13年ぶりに更新した。